# Ignacio Estivill y Cabot
Ignacio Estivill y Cabot (Barcelona, siglo XIX) fue un tipógrafo y litógrafo español.
En la historia del arte de imprimir representa un iniciador y un perfeccionador de los elementos integrantes del libro, en todas sus ramificaciones. Entre los años 1826 y 1836 aprendió el oficio de cajista, adquiriendo a la vez algunos conocimientos de maquinista y litógrafo, conforme a los elementos que contaba en aquella época el arte en España. Estableció sus primeras prensas en las ruinas del convento de santa Catalina de Barcelona, de Padres Dominicos y se dio a conocer por la pulcritud de sus trabajos. 
En el ramo de la estampería religiosa y profana adoptó procedimientos desconocidos hasta entonces en España y desde 1836 salieron de su imprenta la mayor parte de las obras de literatura popular o amena que vieron la luz en Barcelona. Desde 1837 en adelante imprimía casi todas las obras del teatro popular catalán de Robreño, Renart, Sala y Sauri y Casanovas. Su especialidad más señalada la constituyeron la sección de estampería y láminas litografiadas aplicado a los géneros religiosos, sociales, profesionales y políticos. En el ramo de encuadernación produjo muy notables obras, con dorados y hierros, que si adolecen del mal gusto de la época, tienen el mérito de manifestarla con toda claridad. En esta obra de hallan datos de indumentaria, armería, mobiliario y aun heráldica, que hoy resultan de sumo interés para el arqueólogo.
Desde 1855 en adelante prosiguió la casa Estivill y Cabot sus gloriosas tradiciones, especialmente en los ramos de tipografía y encuadernaciones de lujo.